# 宇喜多宗家
宇喜多 宗家（うきた むねいえ、生没年不詳）は、室町時代後期の人物。修理進。
「家」の字を通字とする宇喜多氏で確認できる最初期の当主。

## 出自
伝承ないし系図上は、三条信宗（傍流であるので「三条」の姓では無かった可能性も）の子。妻は児島高家の娘。
宇喜多久家は実子、或いは児島信徳（実在したか怪しい人物であるが実在したならば妻の兄か弟にあたる人物であると思われる）の息子を養子縁組したのではないかと言われている。
かなり不明な点が多いが、系図などによると元々は藤原氏北家閑院流の嫡流にあたる公家の名門、三条家の人間とするものが多い。室町時代後期に起きた応仁の乱の戦火から逃れるために、この頃は地方へと下向する公家も多かったが、宗家もその中の一人ではないかと考えられている。
赤松氏を頼り備前へと下向した宗家は、そこで児島高徳の孫にあたる児島高家の娘と入婿という形で婚姻関係を結び、宇喜多を称したという。
これらの流れからも分かるように、宗家は藤原氏の三条家を出自とする公家であり、児島との血縁関係は皆無である。
この為、児島との縁を強調したい宇喜多氏は、久家を児島信徳の子とする系図では宗家の存在自体を無視するという扱いをしているが、
西大寺文書や大永6年（1526年）邑久郡弘法寺 (瀬戸内市)への寄進状に名が残る以上、「宇喜多宗家」という人物が存在した事は確実であり、久家を児島信徳の子とする説を信用するならば宗家が久家を養子にとったのではないかと考えられる。
ただ、その場合は「信徳という男子が存在しているのに何故、養子をとる必要があるのか？」「何故、児島の嫡流として生まれたはずの久家をわざわざ余所者である宗家へ養子に出す必要があるのか？」等の矛盾が数多く生まれる。
さらに、この系図自体が「これは久家は宗家の実子であって、一応は母親が児島の人間であるので児島の後裔を称する事に問題は無いのだが、やはり女系の系図を強調する事に不自然さを感じた人間が後付けで作り出した系図では無いか？」との意見もある。だが、久家が宗家の実子であった事の裏付けとなる史料も存在せず、やはり不詳とせざるを得ない。
また、宗家が西大寺に土地の寄進を行う一年前の文明元年（1469年）に宇喜多五郎右衛門入道寳昌（現存する古文書で確認できる最古の宇喜多氏）が成光寺に寄進をしたとの文書が残っている。これは宗家と同時期に下向をした父の信宗ではないか等、諸説あるがこれもまた詳細は一切不明である。

## 概要
文明2年（1470年）に、赤松政則が西大寺に土地を寄進しようとしたが徹底されなかった。そこで、守護奉行人であった浦上則宗が備前守護代松田氏・浦上基景に命じたもののこれも実行されなかったので、より現場に近い郡代島村氏が有力国衆であった宇喜多宗家に解決に協力するよう命じた文書（『西大寺文書』）が初見である。
| 金岡庄三嶋跡國松名事、任去四月七日御奉書并五月七日御渡状之旨、所渡付西大寺雑掌也、可有存知之状如件 文明弐 五月十九日 宇喜多修理進（宗家）殿 |

かように宗家の時点で西大寺に権益を持ち、周辺の荘園に基盤を張り巡らせていたことは確かだが、有力な土豪程度で西大寺を支配下に置くほどではなかった。当時の宇喜多氏は西大寺が隣接する吉井川で当時盛んであった舟運に関わる河川利権、また三宅氏との関係から謂われるような海賊的要素も含む武装商人としての商業的性格が強かったことが指摘されている。